# العتم
ال عتم یک روستا در یمن است که در استان صنعا واقع شده‌است.